# القرم
القرم یک منطقهٔ مسکونی در امارات متحده عربی است که در امارت رأس‌الخیمه واقع شده‌است. القرم ۱۸۷ متر بالاتر از سطح دریا واقع شده‌است.